# Tasmabrochus turnerae
Espèce
Tasmabrochus turnerae est une espèce d'araignées aranéomorphes de la famille des Macrobunidae.

## Distribution
Cette espèce est endémique de Tasmanie en Australie. Elle se rencontre sur l'île Maria vers 680 m d'altitude sur le mont Maria.

## Description
La carapace de la femelle holotype mesure 5,0 mm de long sur 3,3 mm de large et l'abdomen 5,4 mm de long sur 3,2 mm de large.

## Systématique et taxinomie
Cette espèce a été décrite par Davies en 2002.

## Étymologie
Cette espèce est nommée en l'honneur d'Elizabeth Turner.

## Publication originale
- Davies, 2002 : « Tasmabrochus, a new spider genus from Tasmania, Australia (Araneae, Amphinectidae, Tasmarubriinae). » The Journal of Arachnology, vol. 30, p. 219-226 (texte intégral).